# Леми
Ле́ми (рос. Лемы) — присілок у складі Сюмсинського району Удмуртії, Росія.
Населення — 25 осіб (2010; 62 в 2002).
Національний склад (2002):
- удмурти — 81 %

## Урбаноніми[3]
- вулиці — Верхня, Нижня